# 巴林體育會
巴林體育會（Al-Bahrain Sports Club；阿拉伯语：‎）是一支位於巴林穆哈拉格的職業足球會，目前於巴林甲組足球聯賽角逐。

## 外部連結
- Team's profile - soccerway.com